# Perrigny-sur-Armançon
Perrigny-sur-Armançon è un comune francese di 121 abitanti situato nel dipartimento della Yonne nella regione della Borgogna-Franca Contea.

## Società

### Evoluzione demografica
Abitanti censiti